# Die Samenhändlerin (Film)
Die Samenhändlerin ist ein deutscher Liebesfilm des Regisseurs Michael Keusch, der auch am Drehbuch mitwirkte, aus dem Jahr 2011. Die Literaturverfilmung basiert auf dem gleichnamigen Roman der deutschen Schriftstellerin Petra Durst-Benning. In der Hauptrolle verkörpert Henriette Richter-Röhl die Wirtstochter Hannah Brettschneider.

## Handlung
Hannah Brettschneider lebt in der Mitte des 19. Jahrhunderts. Sie ist die Tochter eines Wirts, die ihre Heimat München verlässt, um im schwangeren Zustand die Reise nach Gönningen anzutreten, einer Kleinstadt in Württemberg, um dort ihre große Liebe Helmut Kerner zu treffen. Dort angekommen erfährt sie, dass Helmut einer gehobenen, äußerst angesehenen Familie angehört, die auf der ganzen Welt erfolgreich mit Blumensamen handelt. Dies hat sie so nicht erwartet. Doch das ist noch nicht die ganze Wahrheit: Sie hört, dass Helmut bereits der attraktiven Seraphine als Ehemann versprochen ist.
Somit scheint die Lage für Hannah eigentlich aussichtslos. Dennoch entschließt sie sich, Helmut in die Augen zu sehen, denn immerhin erwartet sie ja ein Kind von ihm.
Hannahs Hartnäckigkeit wird von Erfolg gekrönt, denn Helmut entschließt sich, entgegen dem Willen seiner Mutter, Seraphine doch nicht zu heiraten. Als Seraphine von der gelösten Verlobung Wind bekommt, nimmt sie sich den jüngeren Bruder Helmuts zum Mann, jedoch mit dem Hintergedanken, auf diese Weise weiterhin in Helmuts Nähe sein zu können. 
Auch wenn durch diesen Umstand Missgunst und Zwist vorprogrammiert sind, lassen sich Helmut und Hannah nicht davon abhalten, ein Ehepaar zu werden.

## Produktion
Matthias Esche produzierte den Liebesfilm für Bavaria Film im Auftrag des ZDF. Gedreht wurde im Juni und Juli 2011 in der ungarischen Hauptstadt Budapest und in Győr.

## Erstausstrahlung
Die Samenhändlerin wurde am 27. November 2011 erstmals im ZDF ausgestrahlt. Am 9. Dezember desselben Jahres erschien der Film auf DVD.

## Kritik
Rainer Tittelbach urteilt, dass Die Samenhändlerin ein „prächtiger Bilderbogen [ist], der nichts wäre ohne seine bezaubernde Hauptdarstellerin“.